# چونگجو (کره جنوبی)
شهر چونگجو (به کره‌ای: 충주) (به انگلیسی: Chungju) با جمعیت  ۲۰۴٫۸۰۰  نفر در استان چونگچانگ شمالی در کشور کره‌جنوبی واقع شده‌است.